# Vincent Hein
Pour les articles homonymes, voir Hein.
 (novembre 2023).
Vincent Hein est un psychanalyste et écrivain français. Il est né le 4 août 1970 à Thionville (Moselle). 

## Biographie
Vincent Hein passe une partie de son enfance en Côte d'Ivoire, à Abidjan, où son père était cadre dans une entreprise française de travaux publics. 
En 1988, il s'inscrit à l'École normale des langues étrangères de Pékin (Beijing Waiyu Shifan Xueyuan) pour y apprendre le chinois. Il est rapatrié en France à la suite des événements du 4 juin 1989 sur la place Tian'anmen.

### Psychanalyse
Analysé par Roland Gori, il étudie la psychanalyse à l’université Paul-Valéry-Montpellier-III, puis à l’Institut freudien de psychanalyse, où il obtient son diplôme en tant que major de promotion. Il est praticien participant à l'Espace analytique créé par Maud Mannoni. Il étudie également le chinois à l'Institut national des langues et civilisations orientales (INALCO), ainsi que le droit à l'université Paris I-Sorbonne. Il est par ailleurs diplômé de la National Guild of Hypnotists de Merrimack dans le New Hampshire (États-Unis).
Il a vécu entre 2004 et 2016 en Chine. Désormais, il vit et consulte à Marseille.

### Édition
En 1996, il entre comme secrétaire d'édition aux Éditions Phébus, participe régulièrement à la revue internationale d'art et de littérature Passages d'Encre et crée avec Mariam Loussignian, Sébastien White et Hélène Hein la revue de critique littéraire Calamar, à laquelle participeront les écrivains Arnaud Cathrine, Arno Bertina, Richard Dalla Rosa, Mathieu Terence et Daniel Arsand.
Il collabore régulièrement à la Revue des Deux Mondes, ainsi qu'à la revue politique Charles, créée par Arnaud Viviant.
Son deuxième livre, L'Arbre à singes, obtient le prix littéraire de l'Asie en 2012, décerné par l'Association des écrivains de langue française (ADELF).
Son cinquième livre, La Disparition de Jim Thompson, obtient le prix Pierre Mac Orlan 2022. Il fut par ailleurs dans la deuxième sélection du prix Femina 2021 et celle du prix Femina des lycéens 2021.

## Œuvre
- 2009 : À l'est des nuages, éditions Denoël, Paris, collection littérature française, 198 pages,  (ISBN 978-2-207-26061-6)
- 2012 : L'Arbre à singes prix littéraire de l'Asie 2013, éditions Denoël, Paris, collection littérature française, 164 pages
- 2012 : Noël quel bonheur ! - ouvrage collectif -, éditions Armand Colin, Paris, 176 pages
- 2013 : Le New York des écrivains - ouvrage collectif -, éditions Stock, Paris, 226 pages
- 2016 : Les Flamboyants d'Abidjan, sélectionné pour le prix Françoise-Sagan 2016, éditions Stock, Paris, collection La Bleue, 160 pages
- 2018 : Kwaï, sélectionné pour le prix de la Société des gens de lettres 2018, et finaliste du prix Valéry-Larbaud 2019, éditions Phébus, Paris, collection littérature française, 140 pages
- 2019 : Tiananmen, 1989-2019, Hommages et Récits, ouvrage collectif, éditions Phébus, Paris, collection littérature française, 180 pages
- 2021 : La Disparition de Jim Thompson, prix Pierre Mac Orlan 2022, deuxième sélection du prix Femina 2021, finaliste du prix Femina des lycéens 2021, éditions Arléa, Paris, collection littérature française, La Rencontre, 180 pages